# I disastri di Re Artù
I disastri di Re Artù (King Arthur's Disasters) è una serie televisiva britannica prodotta da Zenith Entertainment e trasmessa tra il 2005 e il 2006. È stata in seguito esportata in altri paesi, tra cui Francia (Cartoon Network), Italia e Australia (ABC1). In Italia viene trasmessa dal 29 novembre 2005 su Disney Channel ed in seguito su Toon Disney.

## Trama
Ogni episodio inizia sempre nello stesso modo: "il valoroso" e "bello" Artù, re dei Britanni, va dalla principessa Ginevra per accettare una delle sue proposte più incredibili. Una volta accettato, va da Merlino, che gli spiega ogni volta che gli oggetti desiderati sono custoditi dalle cosiddette "Forze Oscure". Nonostante ciò, si avventurano in ogni parte d'Europa, accompagnati dal fedele ma tonto scudiero Splug, da Sir Martin e Sir Lancillotto, che ogni volta tramano per il trono del re che deve anche vedersela il più delle volte con un allegro Robin Hood che cerca di ostacolarlo. Alla fine di ogni episodio, un imprevisto sempre diverso manda in fumo ogni richiesta di Ginevra, con una divertente disavventura del re.

## Doppiaggio
| Personaggio     | Doppiatore originale | Doppiatore italiano |
| --------------- | -------------------- | ------------------- |
| Re Artù         | Rik Mayall           | Giorgio Lopez       |
| Ginevra         | Morwenna Banks       | Giò Giò Rapattoni   |
| Merlino         | Matt Lucas           | Roberto Del Giudice |
| Robin Hood      | Phil Cornwell        | Vittorio Guerrieri  |
| Sir Lancillotto | Phil Cornwell        | Roberto Draghetti   |
| Sir Martyn      |                      | Marco De Risi       |
| Lady Marion     |                      | Roberta Paladini    |
| Narratore       |                      | Saverio Indrio      |